# Jonas Dahlén

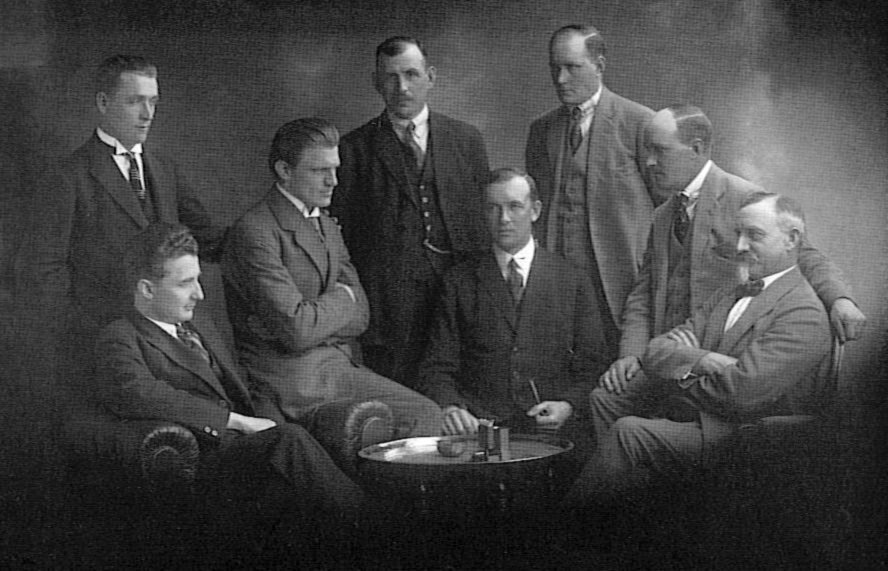
Den första kommunistiska riksdagsgruppen i Andra kammaren 1922. Stående från vänster: Viktor Herou, Verner Karlsson, Jonas Dahlén. Sittande från vänster: Karl Kilbom, August Spångberg, Helmer Molander, Carl Winberg.

Jonas Petter Dahlén i riksdagen kallad Dahlén i Kiruna, född 14 november 1881 i Ragunda, död 23 januari 1938 i Jukkasjärvi, var en svensk gruvarbetare och politiker (kommunist). 
Jonas Dahlén var riksdagsledamot i andra kammaren 1921 för Norrbottens läns norra valkrets och 1922–1932 för Norrbottens läns valkrets. Han tillhörde Sveriges kommunistiska parti och anslöt sig efter partisprängningen 1929 till den så kallade Kilbomsfalangen.